# Ногайское
Нога́йское (укр. Ногайське, до 2016 — Жовтне́вое) — посёлок в Генической городской общине Генического района Херсонской области Украины.
Население по переписи 2001 года составляло 366 человек. Почтовый индекс — 75514. Телефонный код — 5534. Код КОАТУУ — 6522183703.
19 мая 2016 Верховная Рада Украины в рамках декоммунизации официально переименовала посёлок Октябрьское в Ногайское. За соответствующее решение на заседании проголосовали 247 депутатов.

## Местный совет
75512, Херсонская обл., Генический р-н, пос. Привольное